# 阳河
阳河，又称洋河，发源于山东省青州市五里堡西南山区，流经潍坊、东营两市，在寿光市汇入塌河。

## 流域
阳河总长60.6公里，总流域面积为26平方公里，其中在东营市境内总长14.6公里，流域面积26平方公里:45。